# LEGO-temaer
Den danske legetøjsproducent LEGO sælger en række forskellige produktlinjer af deres byggeklodser:

## Nuværender temær
| Navn                                                                        | Tema                                          | Undertema | Licens                                      | Produceret      |
| --------------------------------------------------------------------------- | --------------------------------------------- | --- | ------------------------------------------- | --------------- |
| Lego Architecture                                                           | Bygninger                                     | - Landmark Series - Architect Series | Forskellige                                 | 2008–nu         |
| Lego The Lego Batman Movie                                                  | The Lego Batman Movie                         | | Lego / DC Comics                            | 2017–nu         |
| Lego Boost                                                                  | Robotics                                      | | Lego                                        | 2017–nu         |
| Lego BrickHeadz                                                             | Buildable characters                          | | Forskellige                                 | 2016–nu         |
| Lego Cars                                                                   | Cars filmserien                               | - Cars - Cars 2 - Cars 3 | The Walt Disney Company, Pixar              | 2011–2012, 2017 |
| Lego City (Lego Town fra 1978 til 2002) (Lego World City fra 2003 til 2004) | Byliv                                         | - Trains (1966–nu) - Boats (1973–1996) - Classic Town (1978–1979) - Race (1985–2000) - Emergency (1987–1988) - High Speed Adventure (1987–1988) - Service and Repair (1987–1989) - Flight (1987, 1991–1996, 2006) - Houses (1991) - Lego Vehicles (1991–1993, 2012–nu) - Firefighters (1991–1993, 1996) - Police (1991–1993, 1996) - Rescue (1991–1996) - Paradisa (1992–1997) - Nautica (1991) - RSQ911 (1991–1992) - Octan (1992–nu) - Leisure (1993) - Launch Command (1995, 2012–2013) - Airport (1996) - Harbor (1996) - Outback (1997) - Divers (1997–1998, 2015) - Town Jr. (1997–1998, 2001–2002) - Extreme Team (1998–1999) - Res-Q (1998–1999) - Arctic (1998–2000, 2014) - Space Port (1999, 2012–2013) - City Center (1999–2000) | Lego                                        | 1972–nu         |
| Lego Classic                                                                | Assorterede klodser                           | | Lego                                        | 2015–nu         |
| Lego Creator                                                                | Modeller der bruger få specialiserede klodser | - X-Pods - Mosaic - Expert - Inventor | Lego                                        | 2003–nu         |
| Lego DC Super Hero Girls                                                    | DC Super Hero Girls                           | | DC Comics                                   | 2016–nu         |
| Lego Disney Princess                                                        | Disney Princess                               | - Duplo - System | Disney                                      | 2012–nu         |
| Lego Duplo                                                                  | Duplo                                         | - Airport (1981–1985, 1993, 2005–2006, 2009) - Trains (1983–1984, 1987–1988, 1993–1994, 1996, 2000, 2005, 2013–nu) - Baby (1983–1989) - Farm (1989, 2010, 2012, 2014) - Toolo (1992–1999) - Dino (1997–1999, 2007–2008) - Little Forest Friends (1998–2001) - Winnie the Pooh (1999–2001, 2011) - Action Wheelers (2000–2001) - Bob the Builder (2001–2009) - Dolls (2001) - Zooters (2001) - Little Robots (2003–2004) - Dora the Explorer (2004) - Ferrari (2004) - Castle (2004–2008) - LEGO Ville (2004–nu) - Princess Castle (2005–2007) - Thomas & Friends (2005–2009) - Pirates (2006) - Zoo (2006, 2011–2014) - Toy Story (2010) - Construction (2010, 2013, 2016) - Cars (2010–2011) - Disney (2012, 2018) - Disney Princess (2012–nu) - Fire (2012, 2015) - Planes (2013–2014) - Jake and the Never Land Pirates (2013–2015) - Mickey Mouse (2014, 2016–2017) - Batman (2015, 2017) - Doc McStuffins (2015–2016) - Forest Animals (2015) - Sofia the First (2015–2016) - Spider-Man (2015, 2018) - Cars 3 (2017) - Jurassic World: Fallen Kingdom (2018) | Lego, Forskellige                           | 1969–nu         |
| Lego Elves                                                                  | Elves                                         | | Lego                                        | 2015–nu         |
| Lego Friends                                                                | Friends                                       | | Lego                                        | 2012–nu         |
| Lego Ghostbusters                                                           | Ghostbusters                                  | | Columbia Pictures                           | 2016–nu         |
| Lego Ideas                                                                  | Community Supported Builds                    | - CUUSOO | Forskellige                                 | 2008–nu         |
| Lego Juniors                                                                | Nem at bygge                                  | - Cars 3 (2017) - City (2014–nu) - DC Comics (2014–nu) - Disney Princess (2016–nu) - Friends (2016–nu) - Jurassic World: Fallen Kingdom (2018) - Marvel Comics (2014–nu) - Ninjago (2016–nu) - Teenage Mutant Ninja Turtles (2014) | Lego, forskellige                           | 2014–nu         |
| Lego Jurassic World                                                         | Jurassic World                                | | Universal Studios                           | 2015, 2018      |
| Lego Mindstorms                                                             | Mindstorms                                    | | Lego                                        | 1998–nu         |
| Lego Minecraft                                                              | Minecraft                                     | | Mojang                                      | 2012–nu         |
| Lego Minifigures                                                            | Collectible minifigures                       | | Lego                                        | 2010–nu         |
| Lego Modular Buildings                                                      | Modular Buildings                             | | Lego                                        | 2007–nu         |
| Lego Ninjago                                                                | Ninjago                                       | | Lego                                        | 2011–nu         |
| Lego The Lego Ninjago Movie                                                 | The Lego Ninjago Movie                        | | Lego                                        | 2017–nu         |
| Lego Nexo Knights                                                           | Sci-Fi/ Medieval Fantasy mashup               | | Lego                                        | 2016–2018       |
| Lego Pirates of the Caribbean                                               | Pirates of the Caribbean                      | | Disney                                      | 2011 2017       |
| Lego The Powerpuff Girls                                                    | The Powerpuff Girls                           | | Cartoon Network                             | 2018–           |
| Lego Speed Champions                                                        | Racing                                        | | Lego, Ferrari, McLaren, Porsche             | 2015–nu         |
| Lego Star Wars                                                              | Star Wars                                     | | Lucasfilm Ltd. (1999–2012) Disney (2012–nu) | 1999–nu         |
| Lego Super Heroes                                                           | Super heroes                                  | - DC Universe - Marvel Universe | DC Comics, Marvel Comics                    | 2012–nu         |
| Lego Technic                                                                | Technics and engineering                      | - Pneumatics | Lego                                        | 1977–nu         |
| Lego Unikitty!                                                              | Unikitty!                                     | | Lego / Cartoon Network                      | 2018–           |
| Lego Wizarding World                                                        | Wizarding World skabt af J. K. Rowling        | - Fantastic Beasts and Where to Find Them - Harry Potter | Warner Bros.                                | 2018–           |

## Tidligere temaer
| Navn                              | Tema                                | Undertema | Licens                                                                                     | Produceret                      |
| --------------------------------- | ----------------------------------- | --- | ------------------------------------------------------------------------------------------ | ------------------------------- |
| Creative Building                 | Børn fra 4 år og opefter            | | Lego                                                                                       | 2006–2008                       |
| Lego 4+                           | Børn fra 4 år og opefter            | - Pirates - City - Spider-Man | Lego, Marvel                                                                               | 2003–2004                       |
| Lego Adventurers                  | Adventurers, exploration            | - Egypt (1998–1999) - Amazon (1999) - Dino (2000) - Orient Expedition (2003) | Lego                                                                                       | 1999–2003                       |
| Lego Agents                       | Agents                              | | Lego                                                                                       | 2008–2009                       |
| Lego Alpha Team                   | Spies                               | | Lego                                                                                       | 2001–2005                       |
| Lego The Angry Birds Movie        | The Angry Birds Movie               | | Columbia Pictures                                                                          | 2016                            |
| Lego Aqua Raiders                 | Undervandsekspeditioner             | | Lego                                                                                       | 2007                            |
| Lego Aquazone                     | Undervandsekspeditioner             | - Aquanauts (1995–1996) - Aquasharks (1995-1996) - Aquaraiders (1997) - Hydronauts (1998) - Stingrays (1998) | Lego                                                                                       | 1995–1999                       |
| Lego Atlantis                     | Underwater exploration              | | Lego                                                                                       | 2010–2011                       |
| Lego Avatar: The Last Airbender   | Avatar: The Last Airbender          | | Nickelodeon                                                                                | 2006                            |
| Lego Baby                         | Baby                                | | Lego                                                                                       | 1983–1990, 2000–2001, 2004–2005 |
| Lego Batman                       | Batman                              | | DC Comics                                                                                  | 2006–2008                       |
| Lego Belville                     | Girl-oriented                       | | Lego                                                                                       | 1994–2009                       |
| Lego Ben 10                       | Ben 10 buildable figures            | | Cartoon Network                                                                            | 2010–2011                       |
| Lego Bricks and More              | Børn fra 4 år og opefter            | | Lego                                                                                       | 2009-2010                       |
| Bionicle                          | Buildable figures                   | | Lego                                                                                       | 2001–2010, 2015–2016            |
| Lego Castle                       | Castle                              | - Classic Castle (1978–1979, 1983) - Black Falcons (1984–1992, 2003) - Crusaders (1984–1992) - Forestmen (1987–1992) - Black Knights (1988–1996) - Wolfpack (1992–1994, 2003) - Dragon Masters (1993–1995, 1998) - Royal Knights (1995–1997, 2003) - Dark Forest (1996) - Fright Knights (1997–1998) - Knights' Kingdom (2000) - Knights' Kingdom II (2004–2006) - Castle (2007–2009) - Kingdoms (2010–2012) - Castle (2013–2014)                                                                                                   | Lego                                                                                       | 1978–2014                       |
| Lego Clikits                      | Girl's jewelry                      | - Beads - Accessories | Lego                                                                                       | 2003–2006                       |
| Lego Dacta                        | Education                           | - Duplo - Technic | Lego                                                                                       | 1972–2011                       |
| Lego Dino                         | Dinosaurs                           | | Lego                                                                                       | 2012                            |
| Lego Dino Attack                  | Dinosaurs                           | | Lego                                                                                       | 2005                            |
| Lego Discovery                    | Discovery Channel                   | | Discovery Channel                                                                          | 2003                            |
| Lego Exo-Force                    | Mecha                               | | Lego                                                                                       | 2006–2008                       |
| Lego Fabuland                     | Fabuland                            | | Lego                                                                                       | 1979–1989                       |
| Lego Fusion                       |                                     | | Lego                                                                                       | 2012–2014                       |
| Lego Galidor                      | Galidor                             | | Lego / Tom Lynch Company                                                                   | 2002                            |
| Lego Games                        | Board games                         | - Heroica | Lego                                                                                       | 2009–2013                       |
| Lego Harry Potter                 | Harry Potter                        | - Philosopher's Stone - Chamber of Secrets - Prisoner of Azkaban - Goblet of Fire - Order of the Phoenix - Half-Blood Prince - Deathly Hallows | Warner Bros.                                                                               | 2001–2007, 2010–2011            |
| Hero Factory                      | Hero Factory                        | | Lego                                                                                       | 2010–2014                       |
| Lego Hobbitten                    | Hobbitten                           | - En uventet rejse - Dragen Smaugs ødemark - Femhæreslaget | Warner Bros., New Line Cinema, Metro-Goldwyn-Mayer, WingNut Films, The Saul Zaentz Company | 2012–2014                       |
| Lego Homemaker                    |                                     | | Lego                                                                                       | 1971–1982                       |
| Lego Indiana Jones                | Indiana Jones                       | - Raiders of the Lost Ark - Temple of Doom - The Last Crusade - Kingdom of the Crystal Skull | Lucasfilm Ltd., Paramount Pictures                                                         | 2008–2009                       |
| Lego Island Xtreme Stunts         | Stunt performers                    | | Lego                                                                                       | 2001–2003                       |
| Lego Jack Stone                   | Juniorized action sets              | | Lego                                                                                       | 2001–2002                       |
| Lego Legends of Chima             | Legends of Chima                    | | Lego                                                                                       | 2013–2015                       |
| Lego The Lego Movie               | The Lego Movie                      | | Lego/ Warner Bros.                                                                         | 2014–2015                       |
| Lego Little Robots                | Little Robots                       | | CBeebies                                                                                   | 2003–2006                       |
| Lego The Lone Ranger              | The Lone Ranger                     | | Walt Disney Pictures, Jerry Bruckheimer Films                                              | 2013                            |
| Lego Ringenes Herre               | Ringenes Herre                      | - Eventyret om Ringen - De to tårne - Kongen vender tilbage | Warner Bros.                                                                               | 2012–2013                       |
| Lego Master Builder's Academy     | Master Builder's Academy            | | Lego                                                                                       | 2011–2013                       |
| Lego Mickey Mouse                 | Mickey Mouse                        | | Disney                                                                                     | 2000–2002                       |
| Mixels                            | Small creatures                     | - Series 1–9 | Lego                                                                                       | 2014–2016                       |
| Lego Model Team                   | Advanced vehicle models             | | Lego                                                                                       | 1986, 1990–1999, 2004, 2006     |
| Lego Monster Fighters             | Monster Fighters                    | | Lego                                                                                       | 2012–2013                       |
| Lego Ninja                        | Ninjas                              | | Lego                                                                                       | 1998–2000                       |
| Lego Pharaoh's Quest              | Pharaoh's Quest                     | | Lego                                                                                       | 2010–2011                       |
| Lego Pirates                      | Pirates                             | - Imperial Soldiers (1989–1991) - Pirates (1989–1997, 2009) - Imperial Guards (1992–1995, 2009) - Islanders (1994–1995, 2001) - Imperial Armada (1996–1997, 2001) - Pirates (2009) - Pirates (2015) | Lego                                                                                       | 1989-1997, 2001, 2009, 2015     |
| Lego Power Miners                 | Mining, underground monsters        | | Lego                                                                                       | 2009–2010                       |
| Lego Prince of Persia             | Prince of Persia: The Sands of Time | | Disney                                                                                     | 2010                            |
| Lego Quatro                       | Quatro                              | | Lego                                                                                       | 2004–2006                       |
| Lego Racers                       | Racing                              | - Xalax - Drome Racers - Radio Control - Willams F1 - Power Racers - Ferrari - Tiny Turbos - Lamborghini - Air Stomper | Lego, Lamborghini, Ferrari                                                                 | 2001–2012                       |
| Lego RoboRiders                   | Motorcycle-based robots             | | Lego                                                                                       | 1999–2001                       |
| Lego Rock Raiders                 | Mining, underground monsters        | | Lego                                                                                       | 1999–2000                       |
| Lego Scala                        |                                     | - Jewelry (1979–1980) - Dukker med kugleled (1997–2001) | Lego                                                                                       | 1979–1980, 1997–2001            |
| Lego Scooby-Doo                   | Scooby-Doo                          | | Warner Bros.                                                                               | 2015–2016                       |
| Lego The Simpsons                 | The Simpsons                        | | 20th Century Fox                                                                           | 2014–2015                       |
| Slizer/Throwbots                  | Buildable action figures            | | Lego                                                                                       | 1999–2000                       |
| Lego Space                        | Space exploration                   | - Classic Space (1978–1988) - Blacktron (1987–1990) - Futuron (1987–1990) - Space Police I (1989–1991) - M-Tron (1990–1993) - Blacktron Future Generation (1991–1992) - Space Police II (1992–1993, 1998) - Ice Planet 2002 (1993–1995, 1999) - Unitron (1994–1995) - Spyrius (1994–1996, 1999) - Exploriens (1996–1997) - Roboforce (1997) - UFO (1996–1999) - Insectoids (1998–1999) - Life On Mars (2001–2002) - Mars Mission (2006–2009) - Space Police III (2009–2010) - Alien Conquest (2011–2012) - Galaxy Squad (2012–2013) | Lego                                                                                       | 1978–2013                       |
| Lego Speed Racer                  | Speed Racer                         | | Tatsunoko Productions                                                                      | 2008                            |
| Lego Spider-Man                   | Spider-Man                          | - Spider-Man - Spider-Man 2 | Marvel Comics, Columbia Pictures                                                           | 2002–2004                       |
| Lego SpongeBob SquarePants        | SpongeBob SquarePants               | | Nickelodeon                                                                                | 2006–2012                       |
| Lego Sports                       | Sports                              | | Lego/ NBA / NHL                                                                            | 2000–2006                       |
| Lego Spybotics                    | Spy-based robotics                  | | Lego                                                                                       | 2003                            |
| Lego Studios                      | Studios                             | - Jurassic Park - Spider-Man | Lego/ Steven Spielberg / Universal Pictures / Marvel Comics                                | 2000–2004                       |
| Lego Teenage Mutant Ninja Turtles | Teenage Mutant Ninja Turtles        | - Teenage Mutant Ninja Turtles (tv-serie) - Teenage Mutant Ninja Turtles (film) | Viacom                                                                                     | 2013–2014                       |
| Lego Thomas & Friends             | Thomas & Friends                    | | Hit Entertainment, PBS Kids                                                                | 2005–2009                       |
| Lego Time Travels                 | Time Cruisers                       | - Time Cruisers (1996) - Time Twisters (1997) | Lego                                                                                       | 1996–1997                       |
| Lego Toy Story                    | Toy Story                           | | Disney, Pixar                                                                              | 2009–2010                       |
| Lego Ultra Agents                 | Agents                              | | Lego                                                                                       | 2014–2015                       |
| Lego Vikings                      | Vikings                             | | Lego                                                                                       | 2005–2007                       |
| Lego Wild West                    | Wild West                           | | Lego                                                                                       | 1996–1997, 2002                 |
| Lego Williams F1                  | Williams F1                         | | Williams F1                                                                                | 2002–2003                       |
| Lego Winnie the Pooh              | Peter Plys                          | | Disney                                                                                     | 1999–2001, 2011                 |
| Lego World Racers                 | World Racers                        | | Lego                                                                                       | 2010                            |
| Znap                              | Wire-frame sets                     | | Lego                                                                                       | 1998–1999                       |